# Святовацлавський Хорал

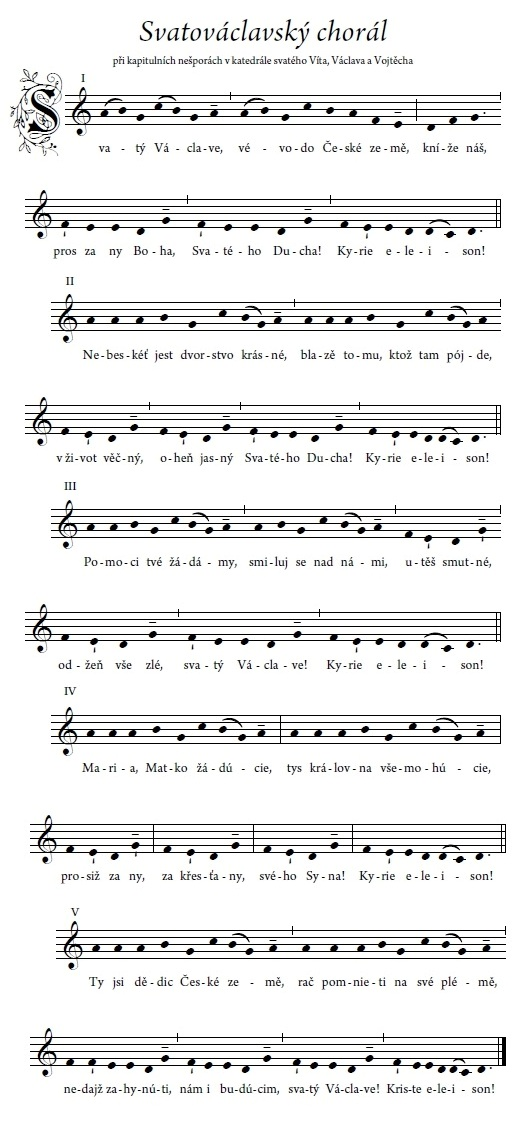
Святовацлавський Хорал, як співають у соборі Св. Віта, Вацлава та Адальберта в Празі, в сучасній нотації.

Святовацлавський Хорал — чеський церковний гімн, коріння якого простежуються аж до XII століття.

## Історія
Гімн виник в XIV столітті, авторство приписується першому празькому архієпископу  Арношту з   Пардубіце. Вацлав Гайок  з Либочан приписує її архієпископу  Яну Очко з  Височан.    Богуслав Балбін  обидві теорії скомбінував і припустив, що Арношт гімн написав, а Очко відредагував. Однак вважають, що Святовацлавський Хорал виник значно раніше. Про це свідчать: структура вірша, мовні особливості, хвиляста мелодія.  Благання в пісні «утіш печалі, віджени напасті» свідчить швидше про тривожні часи, якими могли бути роки бранденбург ського правління в  Чехії (1278-1283). Текст  змінювався поступово, а його першооснова виникла    в XII столітті. У XIV і XV століттях, у часи  гуситів, були додані дві нові строфи: «Ти - спадкоємець землі чеської» і «Марія, мати бажана». В   літомержіцькому рукописі кінця XV століття записано ще кілька нових строф, в тому числі і строфа зі зверненням до решти чеських святих.  Хорал написаний спочатку   старочеською мовою, сучасний вигляд набув у XVIII-XIX століттях. Через кілька століть з часу виникнення хорал і тепер співається  після недільної меси або по великих християнських свят. За часів виникнення  Чехословаччини були пропозиції зробити хорал державним гімном, а політична партія «Чеська Корона» вимагає цього досі.  

## Опис
Зміст Святовацлавського  Хоралу-   молитва до святого Вацлава,   князя і святого покровителя  Чехії, щоб він благав Бога про свій народ і його порятунок, огородив від бід. Оригінальна версія складалася з трьох пятирядкових строф з рефреном  - літургійним вигуком «Господи помилуй»).